# Monoblastus erythrurus
Monoblastus erythrurus là một loài tò vò trong họ Ichneumonidae.